# Oreocharis arfaki
Il beccabacche cincia (Oreocharis arfaki (Meyer, 1875)) è un uccello passeriforme della famiglia Paramythiidae, unica specie ascritta al genere Oreocharis Salvadori, 1876.

## Etimologia
Il nome scientifico del genere, Oreocharis, deriva dall'unione delle parole greche ορεος (oreos, "montagna") e χαρις (kharis, "grazia", ma anche assonanza con Melanocharis), col significato di "grazia dei monti", in riferimento al loro areale: il nome della specie, arfaki, significa "degli Arfak" ed è anch'esso un riferimento all'areale.

## Descrizione

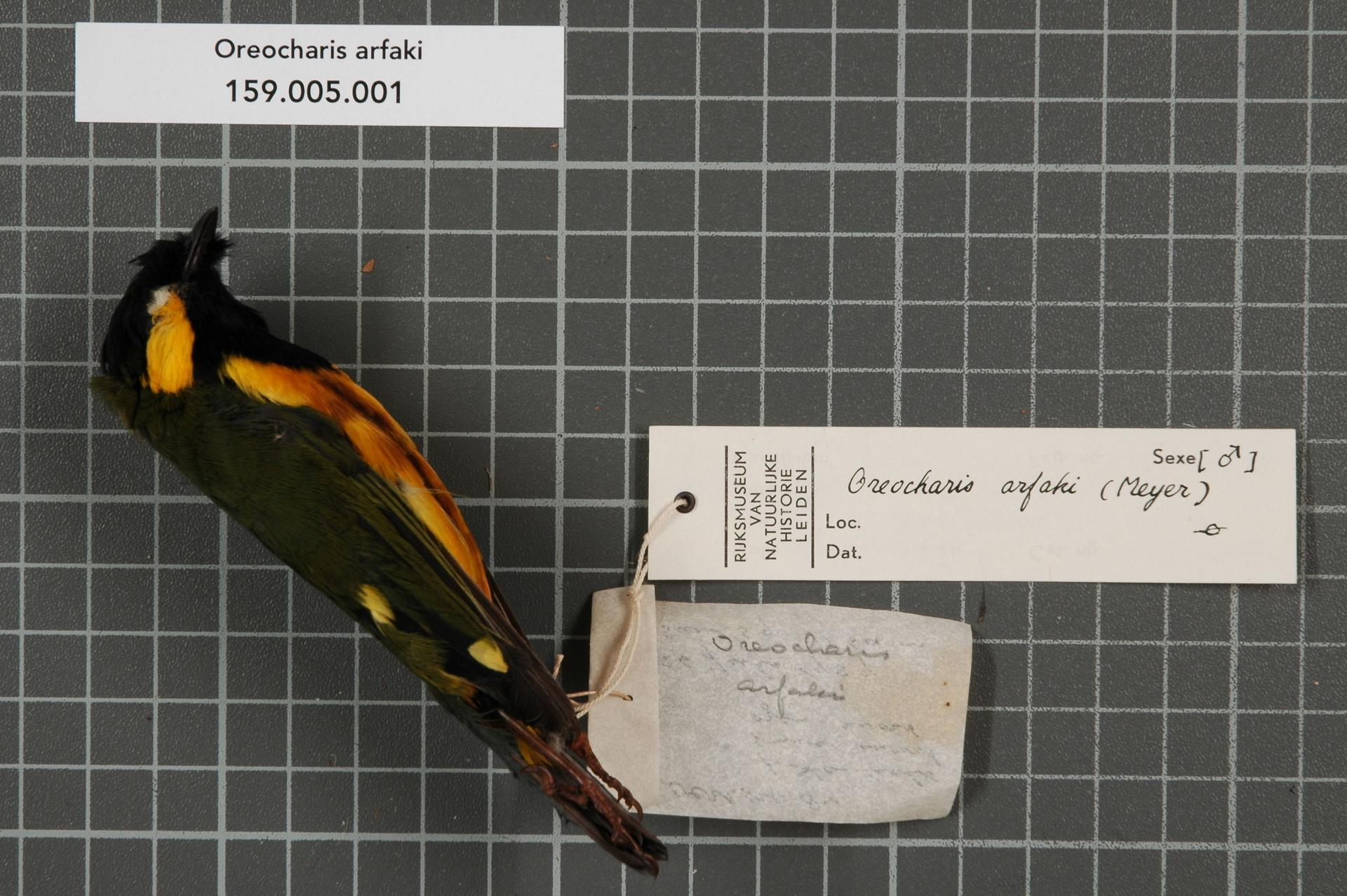
Maschio impagliato.

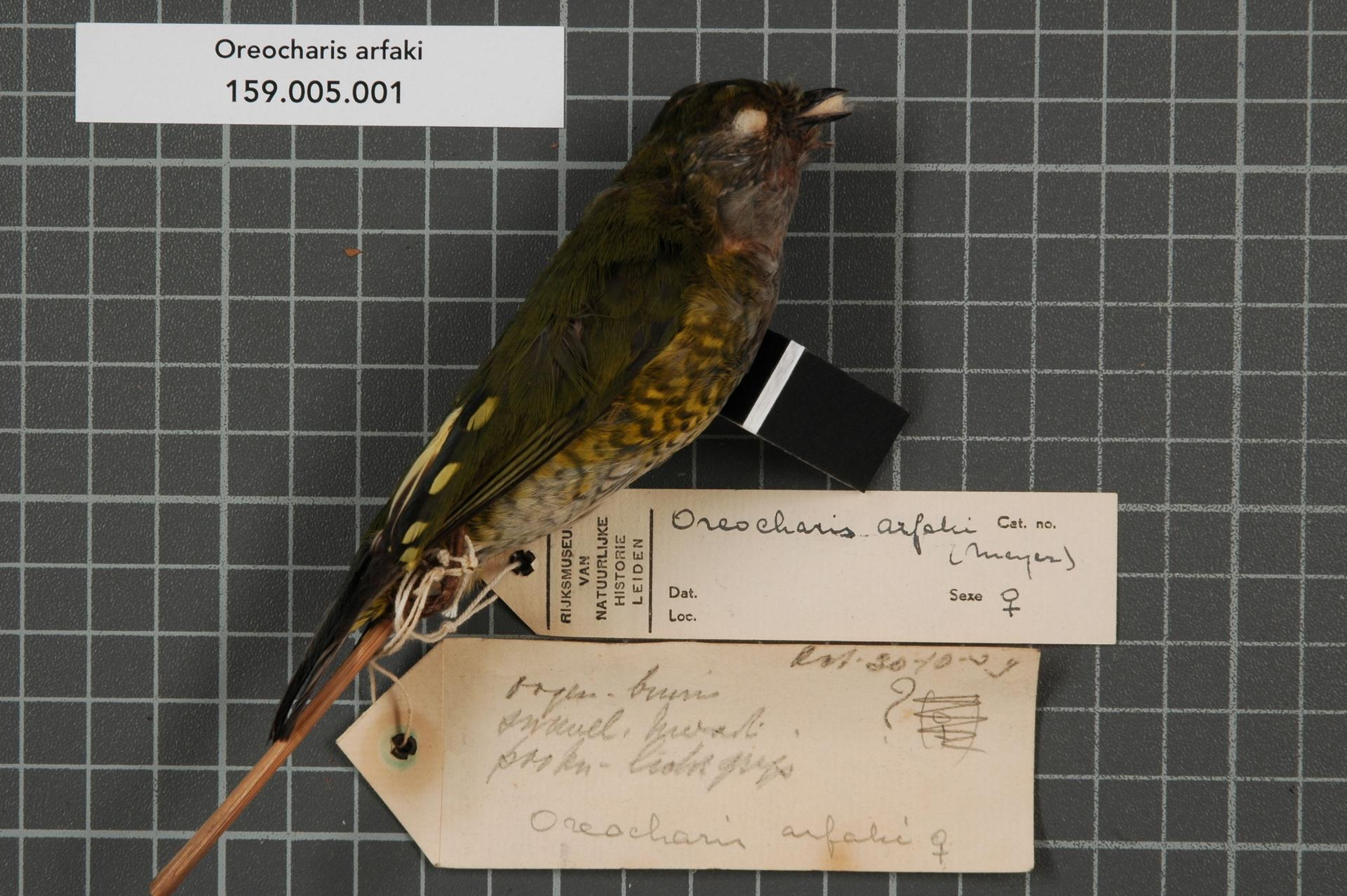
Femmina impagliata.

### Dimensioni
Misura 12–14 cm di lunghezza, per 16,5-21,7 g di peso.

### Aspetto
Si tratta di uccelletti dall'aspetto paffuto e massiccio, muniti di grossa testa arrotondata, corto becco conico, forti zampe e coda squadrata: nel complesso, come intuibile dal nome comune, questi uccelli somigliano molto a delle cince riccamente colorate.
Il piumaggio presenta dimorfismo sessuale netto: nei maschi la testa e la parte superiore del petto sono di colore nero, con ampia macchia di colore giallo zafferano sulle guance. Dello stesso colore sono petto, ventre, fianchi e sottocoda, mentre dorso e ali sono di colore verde oliva (queste ultime con punte delle remiganti con una macchia circolare bianco-giallastra) e la coda è di colore nero-lavanda.

Nelle femmine, invece, la testa è grigiastra e senza guance colorate, i lati del petto presentano sfumature giallastre ed il ventre è bianco-grigiastro: le singole penne di petto e ventre sono orlate di bruno, a dare un aspetto screziato.
In ambedue i sessi, becco e zampe sono di colore nerastro, mentre gli occhi sono di colore bruno-rossiccio.

## Biologia
Il beccabacche cincia è un uccelletto molto vispo e vivace, che vive da solo o in coppie, spesso aggregandosi a stormi misti di altre specie di uccelli frugivori e insettivori, muovendosi soprattutto fra le fronde più basse degli alberi e i cespugli.

### Alimentazione
Si tratta di uccelletti quasi esclusivamente frugivori, che si nutrono soprattutto di bacche e frutta matura, e sono inoltre stati osservati cibarsi di boccioli e piccoli fiori.

### Riproduzione
Sono stati osservati esemplari in amore fra agosto e febbraio, il che farebbe pensare a una stagione riproduttiva che si estende durante la stagione secca: mancano altre informazioni, tuttavia quasi sicuramente si tratta di uccelli monogami.

## Distribuzione
Il beccabacche cincia è endemico della Nuova Guinea, della quale popola tutto l'asse montuoso centrale dalla penisola di Doberai ai monti Owen Stanley, risultando presente anche in alcune isole della baia di Cenderawasih, sulle montagne Foja e nella penisola di Huon.
L'habitat di questi uccelli è rappresentato dalla foresta pluviale montana e nebulosa, sia primaria che secondaria, purché con abbondante presenza di epifite e licheni.

## Tassonomia
Sebbene la specie sia considerata monotipica, alcuni autori eleverebbero la popolazione degli altopiani occidentali al rango di sottospecie, col nome di O. a. bloodi.